# Rostock Hauptbahnhof
Rostock Hauptbahnhof vasútállomás Németországban, Rostock városában. A német vasútállomás-kategóriák közül a második csoportba tartozik.

## Vasútvonalak
Az állomást az alábbi vasútvonalak érintik:
- Wismar–Rostock-vasútvonal
- Bad Kleinen–Rostock-vasútvonal
- Neustrelitz–Warnemünde-vasútvonal
- Stralsund–Rostock-vasútvonal
- Rostock–Tribsees/Tessin-vasútvonal

## Forgalom

### Regionális
| Járat | Útvonal                                                                      | Járatsűrűség                                                                                           |
| ----- | ---------------------------------------------------------------------------- | --- |
| RE 1  | Rostock – Bützow – Bad Kleinen – Schwerin – Büchen – Hamburg                 | Kétóránként csúcsforgalomban több                                                                      |
| RE 5  | Rostock – Güstrow – Neustrelitz – Berlin – Jüterbog – Lutherstadt Wittenberg | Kétóránként                                                                                            |
| RE 7  | Rostock – Bützow – Bad Kleinen – Schwerin – Ludwigslust                      | |
| RE 8  | Wismar – Bad Doberan – Rostock – Tessin                                      | Óránként                                                                                               |
| RE 9  | Rostock – Ribnitz-Damgarten – Stralsund – Bergen auf Rügen – Sassnitz        | Kétóránként                                                                                            |
| RB 12 | (Bad Doberan –) Rostock – Graal-Müritz (– Ribnitz-Damgarten West)            | Óránként téli hétvégén kétóránként, Bad Doberan/Ribnitz-Damgarten West – Rostock csak csúcsforgalomban |
| S 1   | Warnemünde – Rostock                                                         | Negyedóránként S2-vel, S3-mal; csúcsforgalomban 7,5-percenként                                         |
| S 2   | Warnemünde – Rostock – Schwaan – Güstrow                                     | Óránként hétvégén kétóránkéntt                                                                         |
| S 3   | Warnemünde – Rostock – Laage (Meckl) – Güstrow                               | Óránként hétvégén kétóránként                                                                          |

### Távolsági
| Járat  | Útvonal | Járatsűrűség                       |
| ------ | --- | ---------------------------------- |
| ICE 28 | Warnemünde – Rostock – Berlin – Halle (Saale) – Jéna Paradies – Nürnberg – München                                             | naponta egy pár, hetenként hatszor |
| IC 26  | (Binz (Rügen)– / Greifswald –) Stralsund – Rostock – Hamburg – Hannover – Frankfurt (Main – Karlsruhe (– Stuttgart – München ) | kb. kétóránként                    |
| IC 27  | Rostock – Neustrelitz – Berlin – Drezda – Prága                                                                                | szombaton egy pár nyáron           |
| IC 30  | (Binz (Rügen –) Stralsund – Rostock – Hamburg – Bréma – Köln – Stuttgart                                                       |                                    |
| IC 56  | Warnemünde – Rostock – Magdeburg – Halle (Saale) – Lipcse                                                                      | szombaton egy pár nyáron           |

## Kapcsolódó állomások
A vasútállomáshoz az alábbi állomások vannak a legközelebb:
- Rostock Thierfelder Straße railway station (Wismar railway station, Wismar–Rostock-vasútvonal)
- Rostock-Kassebohm railway station (Stralsund Hauptbahnhof, Stralsund–Rostock-vasútvonal)
- Roggentin railway station (Tessin station, Rostock–Tribsees/Tessin-vasútvonal)
- Rostock Parkstraße railway station (Warnemünde, Neustrelitz–Warnemünde-vasútvonal)
- Papendorf railway station (Bad Kleinen, Bad Kleinen–Rostock-vasútvonal)
- Kavelstorf (Kr Rostock) railway station (Neustrelitz Central Station, Neustrelitz–Warnemünde-vasútvonal)
- Warnemünde (Warnemünde, IC line 17)
- Waren (Müritz) (Dresden Hauptbahnhof, IC line 17)
- Rostock Thierfelder Straße railway station (Wismar railway station, RB 11 (Mecklenburg-Vorpommern))
- Rostock Thierfelder Straße railway station (Bahnhof Bad Doberan, RB 12 (Mecklenburg-Vorpommern))
- Rostock Parkstraße railway station (Warnemünde, S1)
- Rostock Parkstraße railway station (Warnemünde, S2)
- Rostock Parkstraße railway station (Warnemünde, S3)
- Papendorf railway station (Güstrow railway station, S2)
- Schwaan railway station (Hamburg Hauptbahnhof, RE 1)
- Güstrow railway station (Long-distance and regional railway station Berlin-Südkreuz, RE 5)
- Kavelstorf (Kr Rostock) railway station (Güstrow railway station, S3)
- Roggentin railway station (Tessin station, RB 11 (Mecklenburg-Vorpommern))
- Rostock-Kassebohm railway station (Graal-Müritz, RB 12 (Mecklenburg-Vorpommern))
- Rövershagen railway station (Sassnitz, RE 9 (Mecklenburg-Vorpommern))
- Schwaan railway station (Hamburg Hauptbahnhof, RE 1)
- Güstrow railway station (Güstrow railway station, S2X (Rostock))
- Güstrow railway station (Neustrelitz Central Station, RE 50)